# IC 1158
IC 1158 (również PGC 56723 lub UGC 10133) – galaktyka spiralna z poprzeczką znajdująca się w gwiazdozbiorze Węża. Odkrył ją Lewis A. Swift 17 lipca 1890 roku. Znajduje się w odległości około 92 milionów lat świetlnych od Ziemi.
W galaktyce tej zaobserwowano supernową SN 2000cb.